# تیم ملی فوتبال تاجیکستان
تیم ملی فوتبال تاجیکستان،نماینده کشور تاجیکستان در مسابقات بین‌المللی و آسیا است که زیر نظر فدراسیون فوتبال تاجیکستان فعالیت می‌کند.
اولین بازی رسمی این تیم در تاریخ ۱۷ ژوئن ۱۹۹۲ میلادی در برابر تیم ملی فوتبال ازبکستان برگزار شده‌است.

## بازی‌های اخیر
پیروزی
      تساوی
      باخت
| تاریخ          | محل برگزاری                       | حریف      | مسابقات                                    | نتیجه | گلزنان تاجیکستان                                 |
| -------------- | --------------------------------- | --------- | ------------------------------------------ | ----- | ------------------------------------------------ |
| ۲۰۱۵           |                                   |           |                                            |       |                                                  |
| ۱۱ جون ۲۰۱۵    | ورزشگاه پامیر, دوشنبه (تاجیکستان) | اردن      | مرحله مقدماتی جام جهانی فوتبال ۲۰۱۸ (آسیا) | ۱–۳ ب | م. جلیلوف ۶۶'                                    |
| ۱۶ جون ۲۰۱۵    | ورزشگاه ملی بنگاباندو، داکا       | بنگلادش   | مرحله مقدماتی جام جهانی فوتبال ۲۰۱۸ (آسیا) | ۱–۱ ت | فتح‌الله‌یف ۸۸'                                    |
| ۸ سپتامبر ۲۰۱۵ | ورزشگاه پامیر، دوشنبه             | استرالیا  | مرحله مقدماتی جام جهانی فوتبال ۲۰۱۸ (آسیا) | ۰–۳ ب |                                                  |
| ۸ اکتبر ۲۰۱۵   | ورزشگاه اسپارتاک، بیشکک           | قرقیزستان | مرحله مقدماتی جام جهانی فوتبال ۲۰۱۸ (آسیا) | ۰ ب   | ج. جلیلوف ۶۵'، وسیعوف ۷۱' (پنالتی)               |
| ۱۳ اکتبر ۲۰۱۵  | ورزشگاه الحسن، اربد               | اردن      | مرحله مقدماتی جام جهانی فوتبال ۲۰۱۸ (آسیا) | ۰–۳ ب |                                                  |
| ۱۲ نوامبر ۲۰۱۵ | ورزشگاه پامیر، دوشنبه (تاجیکستان) | بنگلادش   | مرحله مقدماتی جام جهانی فوتبال ۲۰۱۸ (آسیا) | ۵–۰ پ | م. جلیلوف ۱۶'، ۲۶'، ۵۹'، ۷۳'، نظروف ۵۱' (پنالتی) |

## نتایج

### جام جهانی
| جام جهانی             | جام جهانی         | جام جهانی | جام جهانی | جام جهانی | جام جهانی | جام جهانی | جام جهانی | جام جهانی |       | مقدماتی جام جهانی | مقدماتی جام جهانی | مقدماتی جام جهانی | مقدماتی جام جهانی | مقدماتی جام جهانی | مقدماتی جام جهانی |
| سال                   | نتیجه             | رتبه      | بازی‌ها    | برد       | مساوی*    | باخت      | زده       | خورده     | تفاضل | برد               | مساوی*            | باخت              | زده               | خورده             |                   |
| --------------------- | ----------------- | --------- | --------- | --------- | --------- | --------- | --------- | --------- | ----- | ----------------- | ----------------- | ----------------- | ----------------- | ----------------- | ----------------- |
| ۱۹۳۰ تا ۱۹۹۰          | بخشی از شوروی بود | -         | -         | -         | -         | -         | -         | -         |       |                   |                   |                   |                   |                   |                   |
|                       |                   |           |           |           |           |           |           |           |       |                   |                   |                   |                   |                   |                   |
| ۱۹۹۴                  | حضور نداشت        | -         | -         | -         | -         | -         | -         | -         |       |                   |                   |                   |                   |                   |                   |
| ۱۹۹۸                  | راه نیافت         | -         | -         | -         | -         | -         | -         | -         | ۶     | ۴                 | ۱                 | ۱                 | ۱۵                | ۲                 |                   |
| ۲۰۰۲                  | راه نیافت         | -         | -         | -         | -         | -         | -         | -         | ۲     | ۱                 | ۰                 | ۱                 | ۱۶                | ۲                 |                   |
| جام جهانی فوتبال ۲۰۰۶ | راه نیافت         | -         | -         | -         | -         | -         | -         | -         | ۸     | ۴                 | ۱                 | ۳                 | ۹                 | ۹                 |                   |
| ۲۰۱۰                  | راه نیافت         | -         | -         | -         | -         | -         | -         | -         | ۴     | ۱                 | ۲                 | ۱                 | ۷                 | ۴                 |                   |
| ۲۰۱۴                  | راه نیافت         | -         | -         | -         | -         | -         | -         | -         | ۶     | ۲                 | ۰                 | ۴                 | ۶                 | ۱۴                |                   |
| ۲۰۱۸                  | راه نیافت         | -         | -         | -         | -         | -         | -         | -         | ۶     | ۰                 | ۱                 | ۵                 | ۲                 | ۲۰                |                   |
| مجموع                 | -                 | ۰/۲۱      | -         | -         | -         | -         | -         | -         | ۲۵    | ۱۲                | ۴                 | ۱۰                | ۵۲                | ۳۱                |                   |

### جام ملت‌های آسیا
| جام ملت‌های آسیا | جام ملت‌های آسیا | جام ملت‌های آسیا | جام ملت‌های آسیا | جام ملت‌های آسیا | جام ملت‌های آسیا | جام ملت‌های آسیا | جام ملت‌های آسیا | جام ملت‌های آسیا |       | مقدماتی جام ملت‌های آسیا | مقدماتی جام ملت‌های آسیا | مقدماتی جام ملت‌های آسیا | مقدماتی جام ملت‌های آسیا | مقدماتی جام ملت‌های آسیا | مقدماتی جام ملت‌های آسیا |
| سال             | نتیجه           | رتبه            | بازی‌ها          | برد             | مساوی*          | باخت            | زده             | خورده           | تفاضل | برد                     | مساوی*                  | باخت                    | زده                     | خورده                   |                         |
| --------------- | --------------- | --------------- | --------------- | --------------- | --------------- | --------------- | --------------- | --------------- | ----- | ----------------------- | ----------------------- | ----------------------- | ----------------------- | ----------------------- | ----------------------- |
| ۱۹۹۲            | حضور نداشت      |                 | -               | -               | -               | -               | -               | -               |       |                         |                         |                         |                         |                         |                         |
| ۱۹۹۶            | راه نیافت       |                 | -               | -               | -               | -               | -               | -               | ۲     | ۱                       | ۰                       | ۱                       | ۴                       | ۵                       |                         |
| ۲۰۰۰            | راه نیافت       |                 | -               | -               | -               | -               | -               | -               | ۳     | ۲                       | ۰                       | ۱                       | ۶                       | ۵                       |                         |
| ۲۰۰۴            | راه نیافت       |                 | -               | -               | -               | -               | -               | -               | ۶     | ۲                       | ۲                       | ۲                       | ۳                       | ۵                       |                         |
| ۲۰۰۷            | حضور نداشت      |                 | -               | -               | -               | -               | -               | -               |       |                         |                         |                         |                         |                         |                         |
| ۲۰۱۱            | راه نیافت       |                 | -               | -               | -               | -               | -               | -               |       |                         |                         |                         |                         |                         |                         |
| ۲۰۱۵            | راه نیافت       |                 | -               | -               | -               | -               | -               | -               |       |                         |                         |                         |                         |                         |                         |
| ۲۰۱٩            | راه نیافت       |                 | -               | -               | -               | -               | -               | -               |       |                         |                         |                         |                         |                         |                         |
| ۲۰٢٣            | ۱/۴ نهایی       |                 | ۵               | ۱               | ۲               | ۱               | ۴               | ۳               |       |                         |                         |                         |                         |                         |                         |
| آمار کلی        | بهترین:         |                 | ۵               | ۱               | ۲               | ۱               | ۴               | ۳               | ۱۱    | ۵                       | ۲                       | ۴                       | ۱۳                      | ۱۵                      |                         |

### مسابقات کافا
| مسابقات کافا | مسابقات کافا | مسابقات کافا | مسابقات کافا | مسابقات کافا | مسابقات کافا | مسابقات کافا | مسابقات کافا | مسابقات کافا |
| سال          | نتیجه        | رتبه         | بازی‌ها       | برد          | مساوی*       | باخت         | زده          | خورده        |
| ------------ | ------------ | ------------ | ------------ | ------------ | ------------ | ------------ | ------------ | ------------ |
| ۲۰۲۳         | مرحله گروهی  | ۳            | ۳            | ۰            | ۲            | ۱            | ۳            | ۷            |
| آمار کلی     | بهترین:      |              | ۳            | ۰            | ۲            | ۱            | ۳            | ۷            |

- چلنج کاپ آسیا ۲۰۱۰ به عنوان مقدماتی جام ملت‌های آسیا ۲۰۱۱ انتخاب شد.

### جام اکو
- جام اکو ۱۹۹۳: سوم

### مسابقات دیگر
- فوتبال اولین دوره بازی‌های همبستگی کشورهای اسلامی مردان: مرحله گروهی